# Howarthia caelestis
Howarthia caelestis är en fjärilsart som beskrevs av John Henry Leech 1890. Howarthia caelestis ingår i släktet Howarthia och familjen juvelvingar. Inga underarter finns listade i Catalogue of Life.